# 自治领大厦

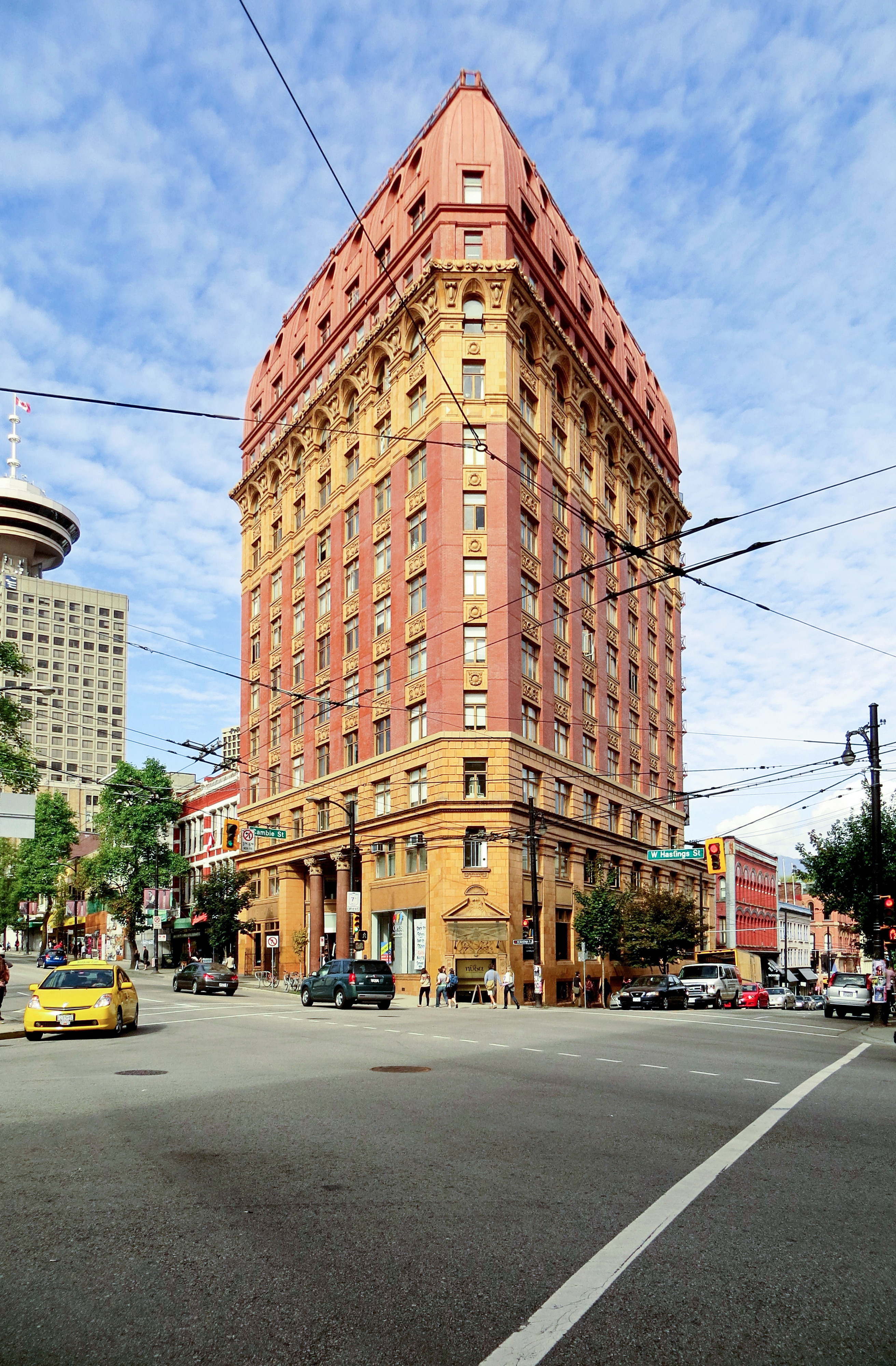
自治领大厦

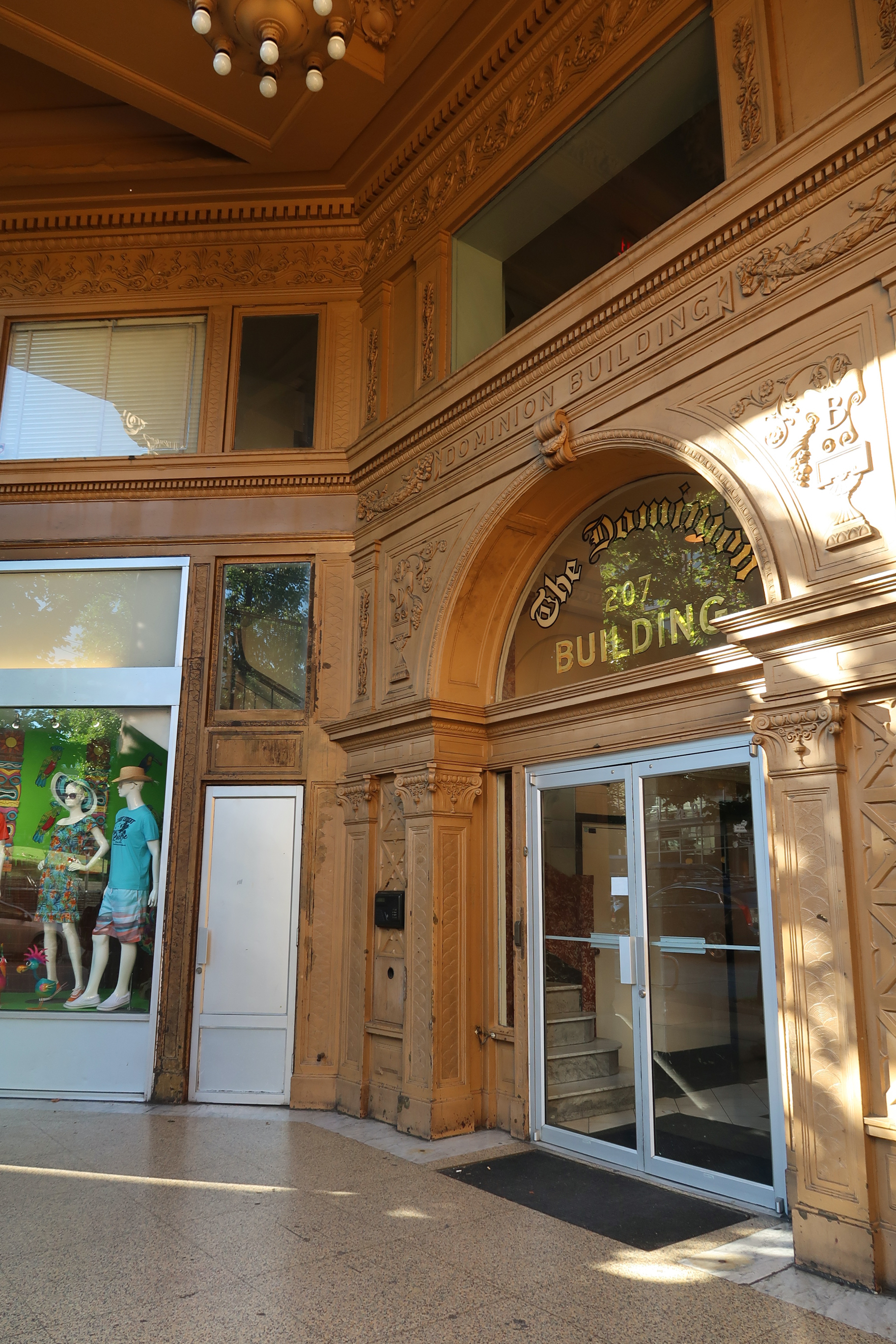
自治领大厦入口

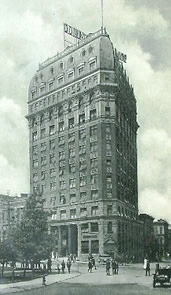
1915年的自治领大厦

自治领大厦（英語：Dominion Building）是加拿大温哥华的一座建筑，位于煤氣鎮边缘的喜士定西街207号，是温哥华第一座钢框架高层建筑。大廈高44.8米（147英尺, 屋顶高度），有13层，屬第二帝国风格，1910年建成时曾是大英帝国最高的商业建筑。其建筑师是J.S. Helyer，有稱他在大厦前的楼梯摔倒死亡，但此説純屬都會傳奇。
这座大厦的投资者是来自德国的阿尔文斯莱本伯爵，当时他活跃于温哥华的金融界。当时普遍认为，这些钱属于大英帝国最大的竞争对手德皇威廉二世。
大厦現時是省政府指定甲級历史建筑，属于牛顿投资有限公司拥有，目前的租户包括电影制作公司、時装设计師、唱片公司、古籍书店、和黎巴嫩餐馆等。
自治领大厦與胜利广场隔街相望。該處曾是温哥华的金融和法律中心区，直到省級法院大樓於1913年從此處遷至喬治亞街為止。

## 花絮
大厦的背面（包含应急疏散楼梯）和甘比街出现在电影《说不完的故事》中，从水街可以看到。
自治领大厦，以及胜利广场出现在2003年电影《太空堡垒卡拉狄加》中的一个废弃城市。

## 脚注
1. ↑  City of Vancouver's plaque on the building, photo visible here （页面存档备份，存于）
2. ↑  .   [2010-03-04]. （原始内容存档于2007-09-29）.

49°16′57″N 123°06′36″W / 49.28250°N 123.11000°W
| 前任： Trader's Bank Building (Toronto) | 加拿大最高建筑 1910年—1912年 53m | 繼任： 太阳塔 (温哥华) |